# ميكي رورك
ميكي رورك (بالإنجليزية: Mickey Rourke)‏ ممثل أمريكي من مواليد 16 سبتمبر 1952، حاصل على جائزة ساتورن 2005 لأفضل ممثل في دور مساند عن فيلم ساين ستي.

## أعمال
- 2015: أشبي بدور أشبي
- 2014: مدينة الخطيئة: سيدة لتقتل من أجلها (الدور: Marv (Sin City)Marv)
- 2011: المخلدون (الدور: Hyperion (mythology)King Hyperion)
- 2010: لعبة شغف (الدور: Nate Granzini)
- 2010: المستهلكون (الدور: Tool)
- 2010: آيرون مان 2 (الدور: Whiplash (comics)Ivan Vanko/Whiplash)
- 2008: المصارع (الدور: Randy "Ram" Robinson)
- 2005: مدينة الخطيئة (الدور: Marv (Sin City)Marv)
- 2003: في قديم الزمان في المكسيك (الدور: Billy Chambers)
- 1997: صانع المطر (الدور: J. Lyman "Bruiser" Stone)
- 1997: فريق مزدوج (الدور: Stavros)
- 1986: 9 أسابيع ونصف (الدور: John Gray)

## روابط خارجية
- ميكي رورك على موقع بوكس ريك (الإنجليزية) (registration required)
- ميكي رورك على موقع قاعدة بيانات المصارعة على الإنترنت (الإنجليزية)

- ميكي رورك على موقع IMDb (الإنجليزية)
- ميكي رورك على موقع الموسوعة البريطانية (الإنجليزية)
- ميكي رورك على موقع روتن توميتوز (الإنجليزية)
- ميكي رورك على موقع مونزينجر (الألمانية)
- ميكي رورك على موقع ألو سيني (الفرنسية)
- ميكي رورك على موقع ميوزك برينز (الإنجليزية)
- ميكي رورك على موقع تيرنر كلاسيك موفيز (الإنجليزية)
- ميكي رورك على موقع أول موفي (الإنجليزية)
- ميكي رورك على موقع بوكس أوفيس موجو (الإنجليزية)
- ميكي رورك على موقع قاعدة بيانات الأفلام السويدية (السويدية)